# Syneora hemeropa
Syneora hemeropa är en fjärilsart som beskrevs av Edward Meyrick 1892. Syneora hemeropa ingår i släktet Syneora och familjen mätare. Inga underarter finns listade i Catalogue of Life.

## Bildgalleri

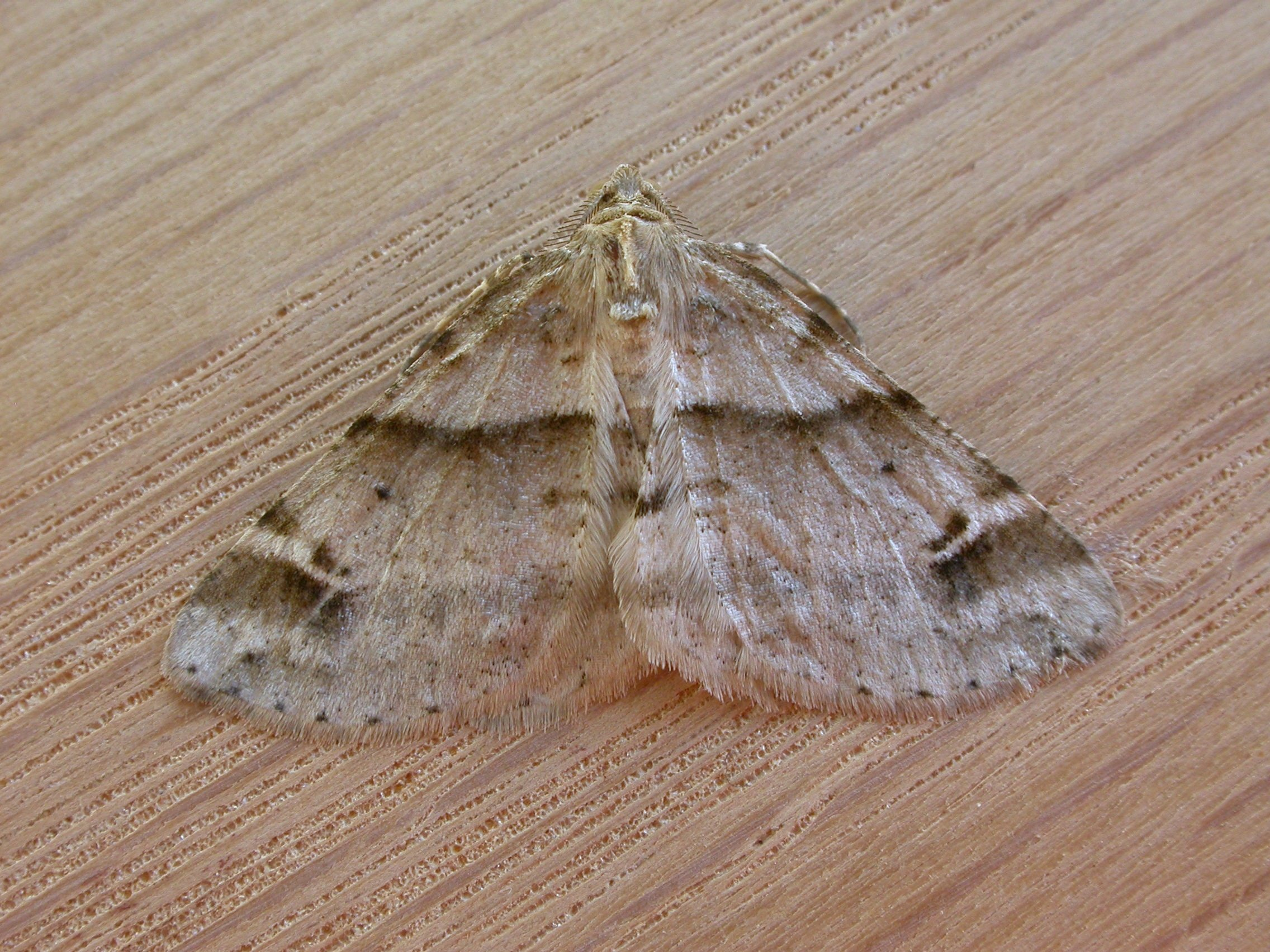
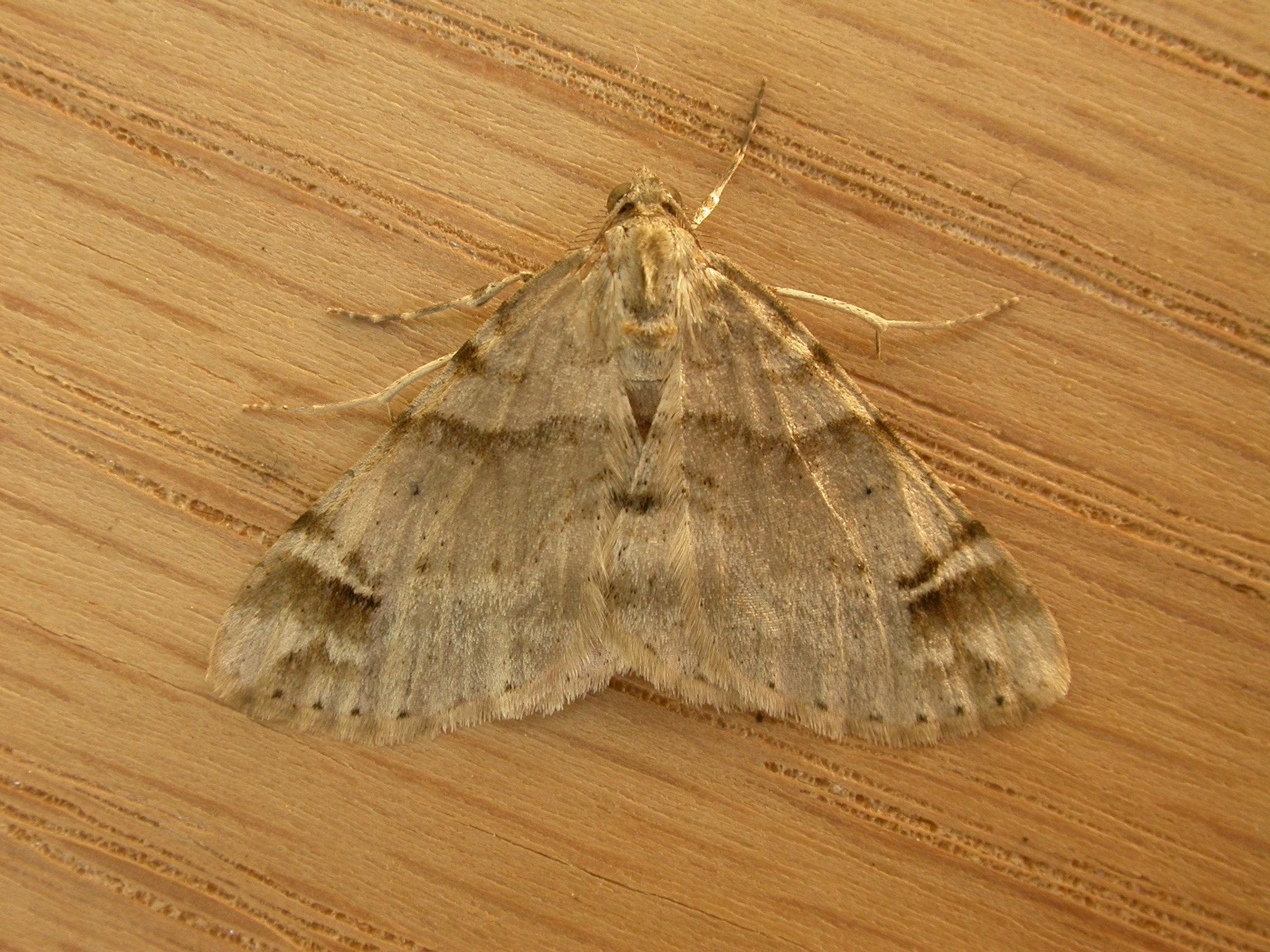